# Lawrence Solomon
Pour les articles homonymes, voir Solomon.
Lawrence Solomon est un journaliste canadien né en 1948 à Bucarest en Roumanie. Il écrit principalement sur l'environnement. Il est également le directeur exécutif d'Energy Probe une organisation environnementale non-gouvernementale canadienne. Il écrit dans plusieurs journaux, principalement dans le National Post où il possède une colonne. Il est également l'auteur de plusieurs ouvrages sur les ressources énergétiques, l'étalement urbain et le réchauffement climatique.
Lawrence Solomon s'oppose à l'énergie nucléaire en raison de son coût économique et il est sceptique face au réchauffement climatique, critiquant les approches gouvernementales et la politique utilisées pour répondre aux préoccupations environnementales.
En 2017, il écrit dans le Financial Post que les pistes cyclables sont devenues un facteur majeur de pollution atmosphérique en milieu urbain.

## Carrière et activités environnementales
Lawrence Solomon déclare qu'il était conseiller environnemental du groupe de travail du président américain Jimmy Carter qui, en 1980, a publié Rapport Global au Président 2000,. Il publie régulièrement des articles dans le National Post et écrit pour le Globe and Mail, le National Review Online, CBS News, et le Wall Steet Journal,. Il a également écrit pour l'organisation environnementale American Forests.
En tant que directeur exécutif de l'Urban Renaissance Institute, une division d'Energy Probe, Lawrence Solomon a plaidé en faveur de la protection de l'environnement, la conservation et les garanties dans le monde entier, en particulier dans les pays pauvres. Il soutient les réformes de l'aide étrangère, mettant un terme à l'expansion de l'énergie nucléaire, et soutient la privation des projets de transport et l'expansion des routes à péage. Dans ses articles et son livre Toronto Sprawls: A History, Bruce Campion-Smith, reproche à la politique gouvernementale d'exacerber et d'encourage l'étalement urbain, ajoutant : « Je remarque que Lawrence Solomon continue de plaider en faveur des péages routiers et de la privatisation de la CTT (comme à Londres) pour le système de transport de Toronto »,.  Il critique également les subventions octroyées au Canada rural et les actions et les projets d’Ontario Hydro et leurs effets sur l'environnement du Canada,. Il explique qu'il a été très actif avec Energy Probe pendant les années 1970 et 1980 dans l'opposition aux tentatives visant à accroître l'utilisation de l'énergie nucléaire au Canada.

## Réchauffement climatique
Dans une série d'articles, ainsi que dans un livre de poche publié en 2008, The Deniers, Lawrence Solomon écrit à propos des scientifiques dont les points de vue et les recherches promeuvent une vision controversée du réchauffement de la planète contre le consensus de trente-quatre académies nationales de science, l'Organisation météorologique mondiale et le Groupe d'experts intergouvernemental sur l'évolution du climat. Des critiques du livre sont publiées le Vancouver Sun, l'Alternatives Journal et d'autres publications,,. Un certain nombre de ces critiques soulignent que la plupart des scientifiques cités dans le livre ne nient pas réellement le changement climatique. Les critiques considèrent également que le livre contient des citations sélectives de désaccords scientifiques sur les détails du changement climatique afin de donner l'impression qu'il n'y a pas de consensus sur celui-ci. En fait malgré le titre, ils rapportent que Lawrence Salomon reconnaît dans le livre qu'il a « remarqué quelque chose de frappant à propos de la distribution croissante de ces négationnistes. Aucun d'entre eux n'était un négationniste »,.
Dans un article sur la législation de la réduction des émissions de gaz à effet de serre sur le site web de U.S. News & World Report, une référence est fait au blog de Lawrence Solomon.

## Le«choc des civilisations»
Le 29 décembre 2010, Lawrence Solomon prédit un « choc des civilisations entre l'Islam et l'Occident », à propos de la sécession du Soudan du Sud. Il prédit que la partie nord du Soudan rejetterait la sécession, ce qui mettrait en confrontation « un club de nations non-islamiques », notamment ce qu'il appelle le « Kenya chrétien », l'« Éthiopie chrétienne » et l'Israël, à des nations islamiques (dont l'Iran).

## Green Beanery
En 2004, Lawrence Solomon fonde Green Beanery, un site de commerce électronique à but non lucratif spécialisé dans les grains de café biologiques produits par de petits agriculteurs indépendants. La société est située au centre-ville de Toronto et comprend un café dans lequel les clients peuvent goûter une grande variété de cafés. Tous les profits de Green Beanery sont reversés à Probe International.

## Ouvrages
- (en) Lawrence Solomon, The Conserver Solution, Université du Michigan, Doubleday, 1978, 220 p. (ISBN 978-0-385-14533-6).
- (en) Lawrence Solomon, Energy Shock : After the Oil Runs Out, Université de Californie à Berkeley, Doubleday, 1980, 309 p. (ISBN 978-0-385-17161-8).
- (en) Lawrence Solomon, Breaking Up Ontario Hydro's Monopoly, Toronto, Energy Probe, 1983, 95 p..
- (en) Lawrence Solomon, Power at What Cost? : Why Ontario Hydro Is Out of Control, What Needs to Be Done About It, Toronto, Energy Probe, 1984, 191 p. (ISBN 978-0-919849-03-7).
- (en) Lawrence Solomon et Patricia Adams, In the Name of Progress : The Underside of Foreign Aid, Université du Michigan, Energy Probe, 1985, 229 p. (ISBN 978-1-85383-121-8).
- (en) Lawrence Solomon, Toronto Sprawls : A History, Toronto, University of Toronto Press, 2007, 120 p. (ISBN 978-0-7727-8618-0, lire en ligne).
- (en) Lawrence Solomon, The Deniers : The World-Renowned Scientists Who Stood Up Against Global Warming Hysteria, Political Persecution, and Fraud and Those Who Are Too Fearful to Do So, Université du Michigan, Richard Vigilante Books, 2008, 239 p. (ISBN 978-0-9800763-1-8).